# Minirex
La Minirex è una casa editrice svizzera, fondata nel 1972.

## Storia
L'azienda venne costituita il 17 agosto 1972 a Lucerna con la denominazione Minirex AG Luzern, Modellbau & Vertretungen, per la produzione e distribuzione di rotabili ferroviari in miniatura; la ragione sociale divenne nel 1985 Minirex AG Luzern. A fondare l'azienda fu Walter von Andrian-Werburg, ingegnere appassionato di ferrovie laureatosi presso il Politecnico federale di Zurigo.
All'attività fermodellistica (tra il 1974 e il 1975 venne prodotta una piccola serie - 300 esemplari - della locomotiva FFS Re 4/4 I  in scala H0 su base Märklin) si aggiunse in seguito quella di casa editrice e distributrice di libri e riviste a tema ferroviario, che dal 1985 soppiantò definitivamente la prima: dapprima con la stampa di poster, quindi (1975) venne pubblicato un calendario e dal 1977 anche cartoline, sempre a tema ferroviario.
Nel 1978 l'azienda iniziò la pubblicazione di libri e lanciò la Schweizer Eisenbahn-Revue (SER), rivista specializzata indipendente dalle compagnie ferroviarie e dall'industria che riscosse un buon successo di pubblico (da una tiratura iniziale di 5.000 copie si passò in un decennio a 11.000, e la periodicità passò da quadrimestrale a mensile). Nel 1992 alla SER si affiancò la rivista Eisenbahn-Revue International, destinata principalmente al mercato tedesco; a fine 1994 venne rilevata la rivista austriaca Eisenbahn, ribattezzata l'anno successivo Eisenbahn Österreich, con redazione a Vienna; nel 2006 venne lanciata la rivista in lingua inglese Railway Update, e nel 2009 fu rilevata un'altra rivista austriaca, Schienenverkehr aktuell. Parte dei contenuti sono condivisi tra le riviste.